# ルイ・マニュス
ルイ・マニュス（フランス語: Louis Magnus、1881年5月25日 - 1950年11月1日）は、ジャマイカ生まれのフランスのフィギュアスケート選手（男子シングル・ペア）。フランス選手権5連覇（1908年 - 1912年）。
国際アイスホッケー連盟会長（1908年 - 1912年、1914年）を歴任した。

## 主な戦績

### 男子シングル
| 大会/年        | 1907-08 | 1908-09 | 1909-10 | 1910-11 | 1911-12 |
| -------------- | ------- | ------- | ------- | ------- | ------- |
| フランス選手権 | 1       | 1       | 1       | 1       | 1       |

### ペア
| 大会/年        | 1911-12 |
| -------------- | ------- |
| フランス選手権 | 1       |